# アンデシュ・エーケベリ

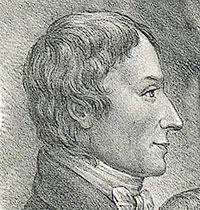
Anders Gustaf Ekeberg

アンデシュ・グスタフ・エーケベリ（Anders Gustav Ekeberg、1767年1月16日 - 1813年2月11日）は、スウェーデンの化学者。1802年、タンタルを発見した。（注：-rsはスウェーデン語では“シュ”と発音する。）
ストックホルムに生まれる。幼い頃より難聴であったが、1788年ウプサラ大学を卒業、ドイツ留学後、1794年からウプサラ大学の化学教授になった。イットリウムが発見された鉱物を産出したスウェーデンのイッテルビー村から新たに発見された鉱物の分析をおこない1802年にタンタルを発見した。タンタルは耐酸性の高い元素であるので、分析は困難であった。ギリシャ神話のタンタロスにちなんで、タンタルと命名した。